# Montreux-Château
Montreux-Château es una comuna francesa situada en el departamento del Territorio de Belfort, de la región de Borgoña-Franco Condado.
Los habitantes se llaman Montreusiens.

## Geografía
Está ubicada a 12 km al este de Belfort y fronteriza del Alto Rin.

## Historia
Entre 1871 y 1918, estaba fronteriza con Alemania.

## Demografía
| 917 | 891 | 942 | 1018 | 927 | 971 | 921 | 1 111 | 1 158 |
| Para los censos de 1962 a 1999 la población legal corresponde a la población sin duplicidades (Fuente: INSEE [Consultar]) |     |     |      |     |     |     |       |       |